# Vålse Sogn
Vålse Sogn var et sogn i Falster Provsti (Lolland-Falsters Stift). Sognet indgik 1. januar 2020 i Nordvestfalster Sogn.
I 1800-tallet var Vålse Sogn et selvstændigt pastorat. Det hørte til Falsters Nørre Herred i Maribo Amt. Vålse sognekommune blev ved kommunalreformen i 1970 indlemmet i Nørre Alslev Kommune, der ved strukturreformen i 2007 indgik i Guldborgsund Kommune.
I Vålse Sogn ligger Vålse Kirke.
I sognet findes følgende autoriserede stednavne:
- Broslunde (bebyggelse)
- Dybhavn (bebyggelse)
- Egense (bebyggelse, ejerlav)
- Mygget (bebyggelse)
- Resleskov (areal, ejerlav)
- Storholm (bebyggelse)
- Suderø (areal, ejerlav)
- Valnæsgaard (ejerlav, landbrugsejendom)
- Vålse (bebyggelse, ejerlav)
- Vålse Vesterskov (areal)
- Vålse Vig (bebyggelse, vandareal)